# Brendan Clarke
Brendan Clarke (Brisbane, 23 febbraio 1984) è un pilota motociclistico australiano ritiratosi dall'attività agonistica.

## Carriera
La sua carriera nel campo del motociclismo è iniziata con le gare di dirt-track nelle piccole cilindrate in cui è diventato campione nazionale australiano negli anni 1993 e 1995, passando poi alle gare su pista nel campionato monomarca Aprilia a partire dal 2000.
Per quanto riguarda le competizioni del motomondiale ha partecipato ad 8 gran premi nella stagione 2001, nella classe 500 alla guida di una Honda NSR 500 V2 del team Shell Advance Honda. In questa occasione venne chiamato a sostituire, a partire dal GP di Germania, Chris Walker.
Nel 2004 è iscritto come wildcard solo alla gara di casa a Phillip Island del campionato mondiale Supersport con una Yamaha YZF R6 del team Nikon Yamaha Racing, ma non prende parte all'evento. Sempre nel 2004 inizia le sue partecipazioni nel campionato Australiano categoria Supersport, campionato a cui prende parte le due stagioni successive, realizzando un sesto posto con 207 punti nella classifica piloti del 2005 come miglior risultato.
Nel 2007 si sposta nel campionato Australiano Superbike, mentre nel 2008 gareggia nel campionato britannico Supersport, rientrando nel 2010 nel campionato australiano delle Superbike in sella ad una Honda. Terminata la propria carriera professionistica nel 2011, lavora come ingegnere meccanico presso un'azienda della sua città natale Brisbane, pur non disdegnando di prendere parte ad alcune gare a livello locale.

## Risultati in gara

### Motomondiale
| 2001 | Classe | Moto  |  |  |  |  |  |  |  |  |     |     |    |     |    |    |    |    | Punti | Pos. |
| ---- | ------ | ----- |  |  |  |  |  |  |  |  | --- | --- | -- | --- | -- | -- | -- | -- | ----- | ---- |
| 2001 | 500    | Honda |  |  |  |  |  |  |  |  | Rit | Rit | 14 | Rit | 17 | 20 | 14 | 15 | 5     | 23º  |

| Legenda | 1º posto        | 2º posto            | 3º posto            | A punti      | Senza punti        | Grassetto – Pole position Corsivo – Giro più veloce |
| Legenda | Gara non valida | Non qual./Non part. | Ritirato/Non class. | Squalificato | '-' Dato non disp. | Grassetto – Pole position Corsivo – Giro più veloce |

### Campionato mondiale Supersport
| 2004 | Moto   |  |    |  |  |  |  |  |  |  |  |  |  | Punti | Pos. |
| ---- | ------ |  | -- |  |  |  |  |  |  |  |  |  |  | ----- | ---- |
| 2004 | Yamaha |  | NP |  |  |  |  |  |  |  |  |  |  | 0     |      |

| Legenda | 1º posto        | 2º posto            | 3º posto           | A punti      | Senza punti        | Grassetto – Pole position Corsivo – Giro più veloce |
| Legenda | Gara non valida | Non qual./Non part. | Ritirato/Non class | Squalificato | '-' Dato non disp. | Grassetto – Pole position Corsivo – Giro più veloce |